# Kanaal van Havers

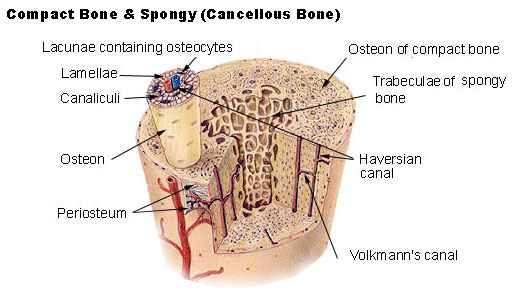
Schematische structuur van een bot met de kanalen van Havers

Een kanaal van Havers is een kanaal binnen een osteon waaromheen in concentrische lagen de botcellen gelegen zijn. Het kanaal bevat een of meer bloedvaten. De kanalen zijn vernoemd naar de Engelse arts Clopton Havers die ze in 1691 ontdekte.

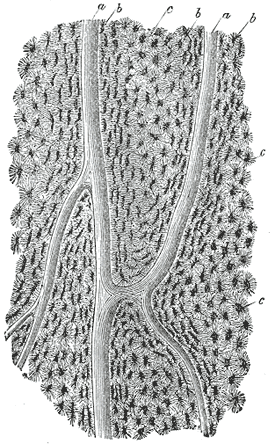
Doorsnede evenwijdig aan het oppervlak van het dijbeen. X 100. a, kanalen van Havers; b, lacunae gezien vanaf de zijkant; c, andere gezien vanaf het oppervlak in lamella, die horizontaal zijn doorgesneden.